# Estádio Mbombela
O Estádio Mbombela (em inglês:  Mbombela Stadium) é um estádio da África do Sul que foi uma das sedes da Copa do Mundo de 2010. Localiza-se a 7 km ao norte da cidade de Nelspruit. 
Estádio de menor capacidade da Copa do Mundo FIFA 2010, suas colunas de sustentação lembram girafas e as cores dos assentos as faixas brancas e pretas das zebras.

## Partidas
| Data   | Hora (UTC+2) | 1ª equipe       | Placar | 2ª equipe       | Fase    | Público |
| ------ | ------------ | --------------- | ------ | --------------- | ------- | ------- |
| 16 jun | 13:30        | Chile           | 1–0    | Honduras        | Grupo H | 32 664  |
| 20 jun | 16:00        | Itália          | 1-1    | Nova Zelândia   | Grupo F | 38 229  |
| 23 jun | 20:30        | Austrália       | 2-1    | Sérvia          | Grupo D | 37 836  |
| 25 jun | 16:00        | Coreia do Norte | 0-3    | Costa do Marfim | Grupo G | 34 763  |